# Sonche Pierre
Pour les articles homonymes, voir Pierre.
Sonche Pierre est un footballeur et entraîneur haïtien, né le 14 janvier 1953 à Raboteau, quartier de la ville des Gonaïves.

## Biographie

### Entraîneur

#### En club
Sonche Pierre a l'occasion de diriger à plusieurs reprises le Racing Club haïtien, club où il a évolué comme joueur. En 2000, il est licencié à trois journées de la fin alors que le RC haïtien caracolait en tête du championnat avec 5 points d'avance sur son poursuivant. Il est ainsi privé de son premier titre et doit attendre plusieurs années pour connaître son premier sacre, cette fois-ci à la tête de l'América des Cayes, lorsqu'il remporte le tournoi d'ouverture 2014. Trois ans plus tard, il est à nouveau champion avec le Real Hope FA.

#### En sélection
Son expérience en équipe d'Haïti remonte à 2001 lorsqu'il co-dirige les Grenadiers en compagnie d'Élie Jean à l'occasion de la Coupe caribéenne des nations 2001. Il reprend en main la sélection haïtienne début 2008 pour un intérim de quelques mois.
En outre, Sonche Pierre fait une incursion dans le football féminin comme responsable de la sélection féminine lors du tournoi pré-olympique de 2004.

## Palmarès

### Entraîneur
- América des Cayes
  - Champion d'Haïti en 2014 (Ouv.).

- Real Hope FA
  - Champion d'Haïti en 2017 (Ouv.).